# Алексеевский, Виктор Иванович
Виктор Иванович Алексе́евский (1925—1997) — полный кавалер Ордена Славы, командир отделения разведки 435-го истребительно-противотанкового артиллерийского полка, ефрейтор — на момент представления к награждению орденом Славы 1-й степени.

## Биография
Родился в семье священника. С 1930 года жил в соседнем селе Пол-Успенье, где отец служил священником в местной церкви. В 1937 году, после второго ареста отца и смерти матери, оказался в Задонском детском доме «Комсомолец» в городе Елец. В 1940 году поступил в ремесленное училище.
В начале Великой Отечественной войны эвакуировался с заводом в Сибирь. Полтора года трудился помощником мастера на военном заводе № 667 в селе Кривощеково, под городом Новосибирском. Выпускал боеприпасы.
В январе 1943 года Кировским райвоенкоматом был призван в Красную Армию. В 35-м запасном артиллерийском полку прошел двухмесячную подготовку, получил воинскую специальность артиллерийского корректировщика и был направлен на фронт. С марта 1943 года участвовал в боях в составе 435-го истребительно-противотанкового артиллерийского полка. Ефрейтор Алексеевский был назначен на должность командира отделения разведки.
В августе 1944 года с группой артиллерийских разведчиков вместе с пехотой первым форсировал реку Вислу. В бою на плацдарме разведчики засекли несколько огневых точек, которые были подавлены огнём батарей. За этот бой ефрейтор Алексеевский был награждён медалью «За отвагу».
Перед январским наступлением наших войск артразведчики из отделения ефрейтора Алексеевского почти целый месяц «работали» на переднем крае. 14 января 1945 года во время боев близ города Ловецко-Нове ефрейтор Алексеевский выявил две пулеметные точки и орудие, которые были затем подавлены артиллерийским огнём, что помогло продвижению стрелковых подразделений. 26 января 1945 года на подступах к городу Познань разведал две пулеметные точки и наблюдательный пункт противника. Приказом от 3 марта 1945 года ефрейтор Алексеевский Виктор Иванович награждён орденом Славы 3-й степени.
1 марта 1945 года при прорыве обороны противника у населенного пункта Дравско-Поморске обнаружил 3 пулемета и миномет, ликвидированные потом огнём батареи. 5 марта 1945 года при отражении контратак противника из ручного пулемета рассеял и истребил до взвода пехоты. В рукопашной схватке спас жизнь командира батареи. Был ранен, но не покинул поля боя. Был представлен к награждению орденом Славы 2-й степени.
После госпиталя вернулся в свою часть, когда бои шли уже на территории Германии. 16-22 апреля 1945 года в районе города Лебус, следуя в боевых порядках пехоты, передавал координаты обнаруженных целей на батарею. В результате было уничтожено три наблюдательных пункта противника, пулемет и свыше отделения противников. 18 апреля на подступах к городу Фюрстенвальде, ворвавшись вместе с пехотинцами в траншею, сразил 2 вражеских солдат. В боях на улицах Берлина от артразведчиков требовалась «ювелирная» работа — выследить огневые точки противника в подвалах, на чердаках и сообщить на батарею очень точные их координаты. И разведчик Алексеевский отлично справился с боевой задачей. Приказом от 7 мая 1945 года ефрейтор Алексеевский Виктор Иванович награждён орденом Славы 2-й степени.
Указом Президиума Верховного Совета СССР от 15 мая 1946 года за исключительное мужество, отвагу и бесстрашие, проявленные на заключительном этапе Великой Отечественной войны в боях с вражескими захватчиками ефрейтор Алексеевский Виктор Иванович награждён орденом Славы 1-й степени. Стал полным кавалером ордена Славы.
После Победы старшина В. И. Алексеевский остался в армии. Стал офицером. В 1946—1948 годах служил в Германии и Польше.
В 1948—1952 годах служил в 67-й Краснознаменной мотострелковой дивизии в городе Лахденпохья Карело-Финской ССР. В 1950 году вступил в ВКП/КПСС.
В 1952 году был демобилизован. Остался в Карелии. Работал в Куркиёкском райкоме партии инструктором, затем заместителем директора совхоза «Прогресс» того же района. Потом переехал в город Сортавала. Работал директором молочного завода и сортировочной межрайонной базы хлебопродуктов.

## Награды
Награждён орденами Отечественной войны 1-й степени, Славы 1-й, 2-й и 3-й степеней, медалями, в том числе «За отвагу».